# مجموعة عمليات هندسة البرمجيات
مجموعة عمليات هندسة البرمجيات (SEPG) هي مؤسسة تنسق بين نشاطات تطوير عملية البرمجة. حيث يعمل الأفراد بهذه المجموعة على تقييم القدرة المؤسسية، ويطورون مخططات من شأنها تحقيق التنمية المطلوبة، وتنسيق تنفيذ هذه المخططات، إلى جانب قياس تأثير هذه الجهود. وتحتاج مجموعات عمليات هندسة البرمجيات الناجحة إلى مهارات متخصصة ومعرفة في كثير من المجالات بعيدًا عن هندسة البرمجيات التقليدية.
وفيما يلي بعض النشاطات الحالية للمجموعة:
- الحصول على دعم جميع مستويات الإدارة والحفاظ عليه.
- تيسير تقييم عملية البرمجة.
- العمل مع المديرين التنفيذيين لمشروعات متأثرة بالتغيرات التي تحدث في هندسة البرمجيات، وذلك بتوفير منظور واسع لجهود التطوير ومساعدتهم على تحديد ما هو متوقع.
- الحفاظ على علاقات التعاون العملي بين مهندسي البرمجة، وخاصة عند اكتساب مهارات جديدة والإعداد لها وتكوين ممارسات وتقنيات جديدة.
- الترتيب من أجل أي تدريب أو تعليم مستمر يرتبط بعملية التطوير.
- تتبع ومراقبة الإبلاغ عن مستوى الجهود الرامية لتطوير معين.
- تيسير إنشاء التعريفات والحفاظ على معالجتها، وذلك بالتعاون مع المديرين والمهندسين.
- الحفاظ على قاعدة بيانات العملية.
- توفير المشاورات المتعلقة بعملية المعالجة لتنمية المشروعات والإدارة.

## أنواع مجموعات عمليات هندسة البرمجيات
لكل عضو بالمجموعة توجه ومهمة مختلفان عن العضو الآخر. وتتضمن بعض هذه الصفات المميزة:
- مجموعات عمليات هندسة البرمجيات «العاملة» التي تعمل فعلاً على تطوير ونشر العملية كنوع من فريق استشاري داخلي.
- «الرقابة» المجموعات التي تعمل على مراقبة هيكلة العملية والموافقة عليها وإدارة المتغيرات وتحديد أولوياتها (كنوع من عملية CCB)
- المجموعات «التشاورية» التي تتشاور في نهج العملية وتطوير إستراتيجية من أجل هيكلتها ونشرها.
- المجموعات «الافتراضية» المكونة من ممثلين للمؤسسة، يكرسون بعض الوقت والجهد ليكونوا مسئولين عن تعريف وتدريب باقي أفراد المؤسسة جميعًا[2]

## وصلات خارجية
- Software Engineering Institute
- European SEPG